# Larry Parnes
Laurence Maurice „Larry“ Parnes (* 1930 in London, England; † 4. August 1989 ebenda) war ein britischer Musikmanager und Impresario.
Der Laden- und Kneipenbesitzer Larry Parnes wurde 1956 der Manager des Rock-’n’-Roll-Sängers Tommy Hicks, dessen Namen er in Tommy Steele änderte. Auf der Suche nach einem zweiten Star wurde er auf Reg Smith aufmerksam, aus dem Marty Wilde wurde.
Cliff Richard schaffte es nicht, in den Stall von Parnes aufgenommen zu werden. 1958 kam Roy Taylor dazu, der den Namen Vince Eager erhielt, jedoch ohne Hit blieb. Im selben Jahr nahm Parnes Ron Wycherly alias Billy Fury unter Vertrag.
Weitere Künstler, die mit unterschiedlichem Erfolg für Parnes arbeiteten, waren Dickie Pride (Richard Knellar), Duffy Power (Ray Howard), Johnny Gentle (John Askew), Sally Kelly, Terry Dene, Nelson Keene, Peter Wynne und Georgie Fame (Clive Powell). Einer der wenigen, die sich erfolgreich gegen eine Umbenennung wehrten, war der Gitarrist Joe Brown, aus dem Parnes Elmer Twitch machen wollte.
Der Erfolg von Larry Parnes als Musikmanager war überwältigend. 1960 wurde er in der britischen Presse als „Mr Parnes, Shillings and Pence“ bezeichnet. Beinahe wäre er der Manager der aus The Quarry Men hervorgegangenen Band The Beatles geworden, die als The Silver Beetles (später Silver Beatles), von Parnes noch, nachdem sich John Lennon als „Long John Silver“ vorgestellt hatte, „Long John and the Silver Beetles“ genannt, einige Zeit für Parnes als Begleitband von Johnny Gentle auf Tour durch Schottland waren.
Im Jahr 1967 zog sich Parnes aus dem Musikmanagement zurück und widmete sich dem Theater und dem Musical. In den 1970er Jahren war er der Manager des Eiskunstläufers John Curry. Nach einer Meningitis zog er sich 1981 ganz aus dem Geschäft zurück. Larry Parnes starb 1989 in London.